# Hraše pri Preddvoru
Hraše pri Preddvoru – wieś w Słowenii, w gminie Preddvor. W 2018 roku liczyła 23 mieszkańców.